# Catalogue des œuvres de Jean Fouquet
Ce catalogue répertorie les œuvres attribuées à Jean Fouquet (Tours, France, vers 1420 - idem, vers 1480). Seules les Antiquités Judaïques comportent une mention indiquant qu'il est l'auteur des miniatures ; c'est à partir de celles-ci que des rapprochements stylistiques ont été effectués et que l'essentiel du corpus a été reconstitué. Un certain nombre d'attributions demeure cependant contesté. Plusieurs de ses œuvres tardives ont été réattribuées au Maître du Boccace de Munich, peut-être un des fils de Fouquet lui-même.

## Tableaux
| Tableau | Titre                                                                           | Date              | Lieu de conservation                                  | Technique                 | Dimensions     | Notes |
| ------- | ------------------------------------------------------------------------------- | ----------------- | ----------------------------------------------------- | ------------------------- | -------------- | --- |
|         | Portrait du bouffon Gonella                                                     | 1440-1446 (entre) | Vienne, Kunsthistorisches Museum                      | Huile sur panneau (chêne) | 36 × 24 cm     | Attribuée par Otto Pächt en 1974. |
|         | Portrait du pape Eugène IV                                                      | 1446-1448 (entre) | Perdu                                                 | Huile sur panneau         | inconnues      | Autrefois au-dessus de la porte de la sacristie de l'église de la Minerve à Rome ; seulement connu par une gravure d'Onofrio Panvinio et par une copie de Cristofano dell'Altissimo (Galerie des Offices, Florence) |
|         | Portrait de Charles VII                                                         | 1450-1455 (vers)  | Paris, Musée du Louvre                                | Huile sur panneau         | 86 × 71 cm     | |
|         | Étienne Chevalier présenté par saint Étienne, volet gauche du Diptyque de Melun | 1452-1458 (vers)  | Berlin, Gemäldegalerie                                | Huile sur panneau         | 93 × 85 cm     | Dans la collégiale Notre-Dame de Melun jusqu'en 1775 |
|         | La Vierge et l'Enfant entourés d'anges, volet droit du Diptyque de Melun        | 1452-1458 (vers)  | Anvers, musée royal des beaux-arts                    | Huile sur panneau         | 91,8 × 83,3 cm | Dans la collégiale Notre-Dame de Melun jusqu'en 1775 |
|         | Pietà de Nouans                                                                 | 1460-1465 (vers)  | Nouans-les-Fontaines, Église paroissiale Saint-Martin | Huile sur panneau (noyer) | 146 × 237 cm   | |
|         | Portrait de Guillaume Jouvenel des Ursins                                       | 1460-1465 (vers)  | Paris, musée du Louvre                                | Huile sur panneau         | 93 × 73,2 cm   | Attribué par Gustav Friedrich Waagen. |
|         | Portrait du roi Louis XI                                                        | 1475 (vers)       | Perdu                                                 | Huile sur panneau         | 22 × 15 cm     | autrefois au château Saint-Roch (?). Connu peut-être par un dessin conservé à la BNF, Clairambault 1242, p. 1411 |
|         | Portrait de la reine Marie d'Anjou                                              | inconnue          | Perdu                                                 | Huile sur panneau         | inconnues      | Connu par une estampe de la Bibliothèque nationale de France, Oa 147, fol. 15 |

## Dessins, médaillons et patrons
| Image | Titre                                                                      | Date                  | Lieu de conservation                                                  | Technique | Dimensions                    | Notes |
| ----- | -------------------------------------------------------------------------- | --------------------- | --------------------------------------------------------------------- | --- | ----------------------------- | --- |
|       | Un légat du pape                                                           | 1450 ou 1460 (années) | New York, Metropolitan Museum of Art, Rogers Fund 49.38               | Dessin à la pointe de métal et réhauts de pierre noire sur papier préparé blanc                                    | 19,8 × 13,5 cm.               | Identifié parfois à Guillaume d'Estouteville                                                                                              |
|       | Portrait de Guillaume Jouvenel des Ursins                                  | 1460 - 1465 (vers)    | Berlin, Kupferstichkabinett, Kdz4367                                  | Dessin à la pierre noire avec rehauts de pierres de couleurs et de pastel rose pâle, sur papier préparé gris foncé | 26,7 × 19,6 cm.               | Étude préparatoire du portrait peint. |
|       | Portrait d'homme au chapeau                                                | 1475 (vers)           | Saint-Pétersbourg, musée de l'Ermitage, cabinet des dessins, inv.3895 | Dessin au crayon noir, aquarelle noire et peinture au pinceau blanche, sanguine sur papier préparé gris            | 28 × 20,7 cm.                 | Autrefois attribué à Hans Holbein l'Ancien. Peut-être un portrait de Louis XI âgé.                                                        |
|       | Portrait d'Agnès Sorel                                                     | inconnue              | perdu                                                                 | Dessin | inconnu                       | Connu par deux dessins copiés et conservés à la BNF (Rés.Na21, f.28) et à la Galerie des Offices (Inv.3925 F).                            |
|       | Autoportrait, autrefois intégré au cadre du Diptyque de Melun              | 1452-1458             | Paris, musée du Louvre, département des Objets d'art                  | Émail bleu sombre et camaïeu d'or sur cuivre                                                                       | 7,5 cm. (diamètre avec cadre) | |
|       | Monogramme LG                                                              | 1460 (vers)           | Paris, musée national du Moyen Âge                                    | Médaillon en verre blanc ; élément d'un vitrail                                                                    | 20 cm (diamètre)              | Fouquet en a sans doute fourni le patron. Interprété comme celui Laurent Gyrard, secrétaire et notaire du roi, gendre d'Étienne Chevalier |
|       | Cartons pour une série de tapisseries consacrées à La bataille de Formigny | 1453 et 1455 (entre)  | Perdues                                                               | inconnue | inconnues                     | Connues par 4 dessins du XVIIe siècle de Jean Gobert, conservés à la BNF (NAF5174, f.40-43)                                               |

## Enluminures

### Enluminures attribuées à Fouquet
| Image | Titre                                                        | Date               | Lieu de conservation | Description                                                         | Notes |
| ----- | ------------------------------------------------------------ | ------------------ | --- | ------------------------------------------------------------------- | --- |
|       | Heures à l'usage d'Angers                                    | 1450 (vers ?)      | Paris, Bibliothèque nationale de France, NAL 3211 | 285 folios reliés, 20,5 × 14,4 cm                                   | Une miniature de la main de Jean Fouquet (La Stigmatisation de saint François, f. 241), les autres du Maître de Jouvenel.                                   |
|       | Heures de Simon de Varye                                     | 1455               | La Haye, Bibliothèque royale, ms. 74 G 37a, fol. 1r, 1v ; J. Paul Getty Museum, Malibu, ms. 7, fol. 1r, 1v, 2r, 2v. | Découpées en 3 volumes (97+87+99 folios), 11,7 × 8,5 cm             | Jean Fouquet est l'auteur de six miniatures intercalées. Les autres miniatures sont l'œuvre du Maître de Dunois et du Maître de Jean Rolin                  |
|       | Heures d'Étienne Chevalier                                   | 1452-1460 (entre)  | Chantilly, musée Condé (40 miniatures) Londres, British Library, Add. 37421 (1 miniature) ; New York, Metropolitan Museum of Art (1 miniature) ; Paris, Bibliothèque nationale de France, NAL1416 (1 miniature) ; Paris, musée du Louvre, Département des Arts graphiques, R.F.1679, M.I. 1093 ; Paris, musée Marmottan (1 miniature) ; Upton House, Lord Bearsted (1 miniature) Collection particulière | 48 feuillets enluminés subsistant dont 47 miniatures, 16,5 × 12 cm. | Démembré et dispersé au cours du XVIIIe siècle |
|       | Grandes Chroniques de France                                 | 1455-1460 (vers)   | Paris, Bibliothèque nationale de France, Fr.6465 | 457 feuillets ; 460 × 350 mm ; 51 miniatures (2 sont perdues)       | |
|       | Armorial de Gilles Le Bouvier, héraut d'armes de Charles VII | 1455 (vers)        | Paris, Bibliothèque nationale de France, Fr.4985 | 205 folios, 27,7 × 20 cm                                            | Miniature du folio 77 (Jean VIII de Bourbon-Vendôme) attribué à Fouquet                                                                                     |
|       | Heures de Jean Robertet                                      | 1460 – 1465 (vers) | New-York, Pierpont Morgan Library, M.834 | 173 folios (1 colonne, 18 lignes) ; 108 × 80 mm                     | Enluminé par Jean Fouquet (9 miniatures), terminé par Jean Colombe (16 miniatures)                                                                          |
|       | Statuts de l'ordre de Saint-Michel                           | 1469-1470 (vers)   | Paris, Bibliothèque nationale de France, Fr.19819 | 29 folios, 20,5 × 15 cm                                             | La miniature de frontispice est attribuée à Fouquet |
|       | Histoire ancienne jusqu'à César et Faits des Romains         | 1470-1475 (vers)   | Amsterdam, Rijksmuseum, RP-T-1889-A-1943 (1 folio) ; Paris, musée du Louvre, Département des arts graphiques, R.F. 4143, 5271, 29493 et 29494 (4 folios). | 5 folios, 45 × 33 cm                                                | Manuscrit démembré et en grande partie perdu : seules 5 miniatures subsistent, celle d'Amsterdam étant attribuée à son atelier.                             |
|       | Heures de Jeanne de France                                   | 1452 (vers)        | Paris, BNF, NAL 3244 | 336 folios, 11 x 7,8 cm                                             | 28 grandes miniatures et 37 petites par le Maître de Jouvenel et 2 miniatures attribuées à Jean Fouquet (Mise au tombeau, f. 263v. et Cruficifixion, 270v.) |
|       | Heures à l'usage de Paris                                    | 1450-1455 (vers)   | Paris, BNF, Lat.1417 | 231 folios, 13,4 × 10,2 cm, 20 miniatures                           | Miniatures attribuées à Fouquet par Eberhard König et François Avril.                                                                                       |
|       | Heures dites du cardinal Charles de Bourbon                  | 1450-1455 (vers)   | Copenhague, Bibliothèque royale, Gl.kgl.Saml.1610 | 76 folios, 17,4 × 12 cm                                             | 5 lettrines historiées attribuées à Fouquet. |

### Enluminures attribuées auMaître du Boccace de Munich
| Image                                             | Titre                                                             | Date                                                                 | Lieu de conservation                                                                                 | Description                                                                                           | Notes |
| ------------------------------------------------- | ----------------------------------------------------------------- | -------------------------------------------------------------------- | --- | --- | --- |
| Cicéron discutant de l'amitié, Fol. 130           | Livre des quatre vertus, Livre de vieillesse et Livre de l'amitié | 1460                                                                 | Londres, British Library, Harley 4329                                                                | 199 folios, 14,7 × 9,5 cm                                                                             | |
| Le Lit de justice de Vendôme, f.2v.               | Boccace, Des cas des nobles hommes et femmes                      | 1458, 1459-1460 (frontispice), 1460-1465 (vers, autres illustration) | Bayerische Staatsbibliothek, Munich, Cod. Gall.6                                                     | 352 folios ; 39,8 × 29,5 cm                                                                           | 1 miniature de frontispice en pleine page attribuée à Jean Fouquet (Le Lit de justice de Vendôme, f.2v), 10 grandes et 80 petites miniatures attribuées au Maître du Boccace de Munich, décors dans les marges                                                                                                  |
| Arrestation du Christ, f.13                       | Heures de Charles de France                                       | 1465 (vers)                                                          | Paris, Bibliothèque Mazarine, Ms.473 ; New-York, Metropolitan Museum of Art, The Cloisters, 58.71a,b | 218 feuillets, 18,2 × 13,6 cm ; 18 miniatures                                                         | décoré en collaboration avec le Maître de Charles de France. |
| David et l'Amalécite, fol. 135v                   | Flavius Josèphe, Les Antiquités Judaïques et La Guerre des Juifs  | 1470 (vers)                                                          | Paris, Bibliothèque nationale de France, Fr.247 et NAF21013                                          | 2 volumes de 312+310 folios ; 40,5 × 28 cm et 37,2 × 28 cm ; 11 grandes miniatures dans chaque volume | Manuscrit entamé vers 1415-1420 par les décorations de marges et lettrines ainsi que 3 miniatures (Maître du Josèphe et Maître du Hannibal de Harvard). Une mention signale Jean Fouquet comme auteur des miniatures mais cette annotation est considérée comme tardive par François Avril                      |
| Sainte Face, f.13v.                               | Heures d'Anne de Beaujeu, dame de Baudricourt                     | 1465-1475 (vers)                                                     | Paris, Bibliothèque nationale de France, NAL.3187                                                    | 214 folios, 16 × 11,2 cm, 29 miniatures                                                               | |
|                                                   | Heures à l'usage de Rome                                          | 1470-1475 (vers)                                                     | La Haye, Bibliothèque royale, ms. 74 G 28                                                            | 98 folios, 14,5 × 10 cm                                                                               | 1 miniature attribuée au Maître du Boccace de Munich (La Crucifixion, f.47v.) |
| Tite-Live écrivant et construction de Rome, fol 7 | Tite-Live de Versailles                                           | 1475 (vers)                                                          | Paris, Bibliothèque nationale de France, Fr.273-274                                                  | 362 et 298 folios, 40 × 29 cm                                                                         | La transcription du texte et les enluminures secondaires datent des années 1450 et viennent de Bruges. le Maître a ici collaboré avec Jean Bourdichon en réalisant une dizaine de miniature. |
|                                                   | Tite-Live de Rochechouart                                         | 1470 - 1480 (vers)                                                   | Paris, Bibliothèque nationale de France, Fr.20071                                                    | 208 folios, 52,2 × 37,2 cm, 4 grandes miniatures et 48 petites                                        | Les décorations marginales sont antérieures, attribuées à l'atelier du Maître de Jouvenel (années 1450). Le Maître a collaboré ici avec Jean Bourdichon. Le f.5 (ou son dessin) est généralement attribué de la main de Jean Fouquet lui-même. Le manuscrit est achevé dans le style de Jean Pichore vers 1500. |
| Les trois prophètes, fol 23v                      | Heures de François de Bourbon-Vendôme                             | 1475 - 1480 (vers)                                                   | Paris, Bibliothèque de l'Arsenal, Ms.417                                                             | 89 folios, 13,8 × 9,6 cm, 4 grandes miniatures et 48 petites                                          | 1 miniature attribuée au Maître (Les Trois Prophètes, f.23v), collaboration avec Bourdichon et un autre Maître anonyme. |

### Enluminures attribuées à l'école ou au style fouquettien
| Image | Titre                              | Date               | Lieu de conservation                                                       | Description                | Notes |
| ----- | ---------------------------------- | ------------------ | -------------------------------------------------------------------------- | -------------------------- | --- |
|       | Heures d'Adélaïde de Savoie        | 1455 - 1460 (vers) | Chantilly, Musée Condé, ms. 76                                             | 126 folios, 21,9 × 15 cm   | Une des miniatures (Vierge à l'Enfant et les sybilles, f.21) est attribuée à un proche de Jean Fouquet.                                      |
|       | Heures à l'usage de Paris          | 1465 (vers)        | New Haven, Université Yale, Bibliothèque Beinecke, Ms.662                  | 163 folios, 18,2 × 12,8 cm | Appartient à une série de livres d'heures commerciaux de l'atelier de Fouquet. Attribué à un artiste proche du Maître du Boccace de Munich   |
|       | Heures à l'usage de Rome           | 1470 (vers)        | Paris, Bibliothèque nationale de France, Lat.13305                         | 293 folios, 13,5 × 9,3 cm  | Appartient à une série de livres d'heures commerciaux de l'atelier de Fouquet                                                                |
|       | Heures dites de Diane de Croy      | 1470 (vers)        | Sheffield, Ruskin Gallery (en), R.3548                                     | 178 folios, 10,2 × 6,9 cm  | Appartient à une série de livres d'heures commerciaux de l'atelier de Fouquet. Attribuées à un artiste proche du Maître du Boccace de Munich |
|       | Heures à la devise "Hale ce moine" | 1470 (vers)        | Paris, Bibliothèque nationale de France, NAL3203                           | 167 folios, 9,5 × 7 cm     | Appartient à une série de livres d'heures commerciaux de l'atelier de Fouquet.                                                               |
|       | Heures de Louis Malet de Graville  | 1470-1475 (vers)   | San Marino (Californie), Bibliothèque Huntington, HM1163                   | 201 folios, 16,2 × 10,6 cm | Appartient à une série de livres d'heures commerciaux de l'atelier de Fouquet.                                                               |
|       | Heures de « Bigot »                | 1470 (vers)        | Galerie Les Enluminures                                                    | 113 folios, 14,3 × 10 mm   | Attribuées au cercle de Jean Fouquet. |
|       | Le Jouvencel de Jean de Bueil      | 1475 (vers)        | Wolfenbüttel, Herzog August Bibliothek, Cod. Guelf Blankenburg 137         | 182 folios, 28 × 19,5 cm   | 3 miniatures attribué à un artiste fouquettien                                                                                               |
|       | Heures de Veauce                   | 1480 (vers)        | Collection privée, États-Unis                                              | 234 folios, 11 × 7,6 cm    | Attribuées à l'entourage de Jean Bourdichon ou du Maître du Boccace de Munich.                                                               |
|       | Heures à l'usage de Tours          | 1460 (vers)        | Collection privée, passé en vente chez Drouot le 17 juillet 2020 (lot 180) | 141 folios, 16 x 11 cm     | 2 miniatures attribuées au cercle de Fouquet (Maître du Boccace de Munich ?)                                                                 |